# 昔阳中学
昔阳中学是一所位于山西省晋中市昔阳县的县级普通高中，为山西省首批示范高中，成立于1952年。从文革前在当地享有“三低出一高”的美誉，到文革后跌入低谷，再到连续十八年晋中市同类学校中高考达线率和高中教育质量评估第一名。

## 简介
昔阳中学始建于1952年。现有教学班72个，在校生3400多人，教职工230多名。1990年至今，学校的高考成绩和高中教育质量综合评估一直名列晋中市同类校第一，成为晋中市具有窗口性、示范性的普通高中。学校先后获得教育部“全国中小学实验室和仪器工作先进集体”、“现代教育技术实验校”，山西省“模范单位”、“德育示范校”、“文明学校”、“依法治理示范单位”、“依法治校示范校”、“治安安全先进单位”、“普通高中新课程试验先进学校”、“九五”、“十五”现代教育技术课题研究先进集体、“普及实验教学先进单位”等荣誉称号。2005年12月被省教育厅命名为“山西省示范高中”，成为晋中市首家、全省首批示范高中。

## 历任校长
- 张世英
- 田密棠
- 程根棠
- 李银元 2007年5月担任校长。山西省昔阳县大寨镇南冶头村人，1963年出生，中学高级教师，1995年被授予“全国优秀教师”荣誉号，1999年8月担任昔阳中学教学副校长。